# Квантовое состояние
Квантовое состояние — любое возможное состояние, в котором может находиться квантовая система. Чистое квантовое состояние может быть описано:
- В волновой механике — волновой функцией,
- В матричной механике — вектором состояния, или полным набором квантовых чисел для определённой системы.

Эти описания математически равнозначны. В общем случае квантовое состояние (смешанное) принципиально не может быть описано волновой функцией и должно быть описано матрицей плотности, являющейся неотрицательным самосопряжённым оператором с единичным следом. Квантовые состояния можно интерпретировать как статистические ансамбли с некоторыми фиксированными квантовыми числами.

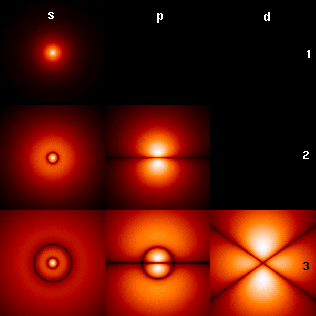
Распределение плотности вероятности для электрона в атоме водорода, находящемся в различных состояниях.

## Векторы состояний
Для описания возможных состояний заданной квантовой системы применяется математический аппарат гильбертова пространства {\displaystyle {\mathcal {H}}}, позволяющий практически полностью описать всё, что может происходить с системой.
Для описания квантового состояния в этом случае вводится так называемый вектор состояния (амплитуда состояния), представляющий собой множество математических величин, которое полностью описывает квантовую систему. К примеру, множество 4 чисел {{\displaystyle n\ }, {\displaystyle \ell \ }, {\displaystyle m_{\ell }\ }, {\displaystyle m_{s}}} определяет состояние электрона в атоме водорода, и называются квантовыми числами электрона.
Подобная конструкция оказывается возможной благодаря принципу суперпозиции для квантовых систем. Он проявляется в том, что если существуют два возможных состояния квантовой системы, причём в первом состоянии некоторая наблюдаемая величина может принимать значения p1, p2, …, а во втором — q1, q2,… , то существует и состояние, называемое их суперпозицией, в котором эта величина может принимать любое из значений p1, p2, …, q1, q2,…. Количественное описание этого явления приведено ниже.

## Обозначения бра-кет
Будем обозначать вектор состояния, соответствующий состоянию {\displaystyle \psi }, как {\displaystyle \left|\psi \right\rangle }. Сопряжённый вектор, соответствующий состоянию {\displaystyle \psi }, будем обозначать как {\displaystyle \left\langle \psi \right|}. Скалярное произведение векторов {\displaystyle \left|\psi \right\rangle } и {\displaystyle \left|\phi \right\rangle } будем обозначать как {\displaystyle \left\langle \phi |\psi \right\rangle }, а образ вектора {\displaystyle \left|\psi \right\rangle } под действием оператора {\displaystyle {\mathcal {F}}} будем обозначать {\displaystyle {\mathcal {F}}\left|\psi \right\rangle }. Символ {\displaystyle \left\langle \psi \right|} называется бра (англ. bra), а символ {\displaystyle \psi }, как {\displaystyle \left|\psi \right\rangle } — кет (англ. ket). Подобные обозначения в целом согласуются с обозначениями обычной линейной алгебры, но более удобны в квантовой механике, так как позволяют более наглядно и коротко называть используемые векторы. Такие обозначения были впервые введены Дираком. Названия векторов образованы разбиением слова bracket (скобка) на две звучные части — bra и ket.

## Математический формализм
Всякий ненулевой вектор из пространства {\displaystyle {\mathcal {H}}} соответствует некому чистому состоянию. Однако векторы, различающиеся лишь умножением на ненулевое комплексное число, отвечают одному физическому состоянию.
Иногда полагают, что вектор состояния {\displaystyle |\psi \rangle } обязан быть «нормирован на единицу»: {\displaystyle \langle \psi |\psi \rangle =1} — любой ненулевой вектор приобретает это свойство, если разделить его на свою норму {\displaystyle {\sqrt {\langle \psi |\psi \rangle }}}.
Если мы рассмотрим два различных состояния, то суперпозиции (всевозможные линейные комбинации) пары соответствующих им векторов дадут двумерное линейное комплексное пространство.
Соответственное множество физических состояний будет представлять двумерную поверхность — сферу Римана.
При рассмотрении квантовой системы, состоящей из двух подсистем, пространство состояний строится в виде тензорного произведения. Подобные системы, помимо комбинаций состояний своих подсистем, имеют также и сцепленные (запутанные) состояния.

## «Количество состояний»
Если система имеет хотя бы два физически различных состояния, то мощность множества возможных векторов состояния (даже с точностью до умножения на комплексное число) бесконечна. Однако под количеством состояний квантовой системы подразумевают количество линейно независимых состояний, то есть размерность пространства {\displaystyle {\mathcal {H}}}.
Это вполне соответствует интуиции, поскольку описывает количество возможных исходов измерения; к тому же при тензорном произведении (то есть построении составной системы) размерности пространств перемножаются.
В контексте рассмотрения замкнутой квантовой системы (то есть решения уравнения Шрёдингера) под состояниями могут пониматься только стационарные состояния — собственные векторы гамильтониана, отвечающие различным уровням энергии. В случае конечномерного пространства {\displaystyle {\mathcal {H}}} и при отсутствии вырождения число уровней энергии (и соответствующих им состояний) будет равно размерности пространства.

## Чистое состояние
Чистое состояние — это полностью указанное квантовое состояние. Если данный квантовый объект (например, какая-то элементарная частица) находится в чистом состоянии, это означает, что у нас есть вся информация о ней. Только чистые состояния полностью можно описать волновыми функциями.